# Hubneria nitida
Hubneria nitida là một loài ruồi trong họ Tachinidae.